# NANA 2
《NANA 2》，中文名又叫《世上的另一個我2》，是電影《NANA》的续作，由東寶株式會社製作，于2006年12月6日在日本上映。剧本基于矢泽爱漫画的剧情，顺着上一部电影的剧情往下发展。

## 主要角色
- 大崎娜娜（大崎ナナ）：中島美嘉 飾。
- 小松奈奈（小松奈々）：市川由衣 飾（第一集中原本是由宮崎葵飾演）。
- 本城莲：姜暢雄 飾（第一集中原本是由松田龍平飾演）。
- 一之濑巧（一ノ瀬巧）：玉山鐵二 飾。
- 冈崎真一：本鄉奏多 飾。本鄉原本在第一集中就是飾演岡崎真一的預定演員，但卻因故沒有實際參與電影的拍攝（在第一集中飾演該角色的演員原本是松山研一）。
- 寺岛伸夫：成宮寬貴 飾。
- 芹泽蕾拉（芹澤レイラ）：伊藤由奈 飾。
- 早乙女淳子：能世安奈（能世あんな）飾。
- 高倉京助：高山猛久 飾。
- 高木泰士：（高木ヤス）：丸山智己 飾。
- 藤枝直樹：（藤枝ナオキ）：水谷百輔 飾。

## 外部連結
- .   [2018-04-15]. （原始内容存档于2006-08-05）.（日語）
- 《NANA 2 @ D&HLiT》（页面存档备份，存于）
- 互联网电影数据库（IMDb）上《NANA 2》的资料（英文）